# Felix Schoeller & Bausch

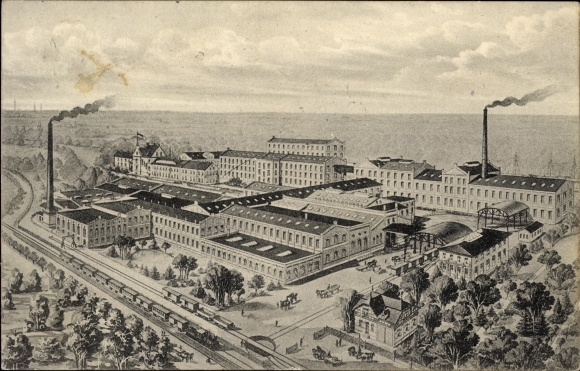
Schoeller & Bausch Anfang des 20. Jahrhunderts (Ansichtskarte)

Das Unternehmen Felix Schoeller & Bausch betrieb ab 1871 eine Papierfabrik in Neu Kaliß in Mecklenburg-Vorpommern. Die Firma wechselte mehrmals und lautet heute Neu Kaliß Spezialpapier GmbH, die heutige Betriebsstätte liegt in Heiddorf.

## Geschichte
Bereits seit 1799 gab es in Neu Kaliß eine Papiermühle. 1871 übernahm der Dürener Papierfabrikant Felix Heinrich Schoeller mit seinem langjährigen Mitarbeiter Theodor Bausch die Papiermühle W. A. Markurth. Sie betrieben die Mühle unter der Firma Felix Schoeller & Bausch und rüsteten sie mit Papiermaschinen für industriellen Betrieb aus. Felix Schoeller & Bausch war die erste Fabrik in Mecklenburg, die Papier maschinell erzeugte. Bereits 1879 zog sich Schoeller aus dem Unternehmen zurück; Theodor Bausch und seine Söhne wurden Alleingesellschafter. Felix Schoellers Sohn Felix Hermann Maria Schoeller (1855–1907) blieb in Neu Kaliß und diente dem Unternehmen noch für einige Jahre als Technischer Leiter. In den 1910er Jahren wurden einige neue Maschinen hinzugekauft. Als Wasserzeichen (Logo) dient das mecklenburgische Wappen, der Stierkopf.
1946 wurde das Werk auf Befehl der sowjetischen Besatzungsbehörden demontiert. Der Jurist und kaufmännische Geschäftsführer Rudolf Bausch wurde verschleppt und starb im April 1946 im Speziallager Nr. 9 Fünfeichen. Auf Initiative des Direktors Viktor Bausch wurde bis 1949 unter schwierigen Bedingungen eine neue Papiermaschine aus alten wiederverwendungsfähigen Teilen, die aus ganz Deutschland herangeschafft wurden, gebaut. Bausch ging 1950 nach West-Berlin.
Zu DDR-Zeiten wurde das Werk als VEB Feinpapierfabrik geführt. Es wurde Stammbetrieb mehrerer Papierfabriken und bis 1981 um drei weitere Papiermaschinen und andere Maschinen ergänzt.

## Gegenwart
Seit 1992 gehört die Neu Kaliß Spezialpapier GmbH, das Nachfolgeunternehmen der Papierfabrik Felix Schoeller & Bausch, zur Melitta-Unternehmensgruppe. 1995 erfolgte der Umzug in einen Neubau im Industriegebiet Heiddorf. Das Unternehmen stellt Spezialpapiere und Vliese in unterschiedlichster Verarbeitung her, darunter Kaffeefilter und Tapetenvliese.
Die historischen Fabrikgebäude in Neu Kaliß an der Straße des Friedens steht als Baudenkmal unter Denkmalschutz. Dieser erstreckt sich auf die gesamte ehemalige Papierfabrik mit Werkhallen, Transformatorenhaus, Torhaus (Nr. 10), Drehscheibe für die Kleinbahn, Kanalbrücke und Werkswohngebäuden.